# Železná Ruda
Železná Ruda (tyska Markt Eisenstein) är en stad i Tjeckien.   Den ligger i distriktet Okres Klatovy och regionen Plzeň, i den sydvästra delen av landet, 140 km sydväst om huvudstaden Prag. Železná Ruda ligger 777 meter över havet och antalet invånare är 2 096.
Terrängen runt Železná Ruda är huvudsakligen kuperad, men åt nordost är den platt. Železná Ruda ligger nere i en dal. Runt Železná Ruda är det ganska tätbefolkat, med 83 invånare per kvadratkilometer. Närmaste större samhälle är Nýrsko, 18,6 km norr om Železná Ruda. I omgivningarna runt Železná Ruda växer i huvudsak blandskog.